# Fusidium griseum
Fusidium griseum är en svampart som beskrevs av Ditmar ex Link 1809. Fusidium griseum ingår i släktet Fusidium, divisionen sporsäcksvampar och riket svampar.   Inga underarter finns listade i Catalogue of Life.